# Samy Kehli
Samy Kehli (Saint-Avold, 27 januari 1991) is een Frans voetballer met Algerijnse roots die sinds 2023 uitkomt voor APM Metz.

## Spelerscarrière
Kehli genoot zijn jeugdopleiding bij FC Metz, waarmee hij op 1 mei 2010 de Coupe Gambardella won. Zijn debuut in de CFA2, het vijfde niveau van het Franse voetbal, maakte hij op 9 mei 2010 tijdens een 3-0-overwinning tegen Jarville JF. Hij viel rond het uur in voor Mehdi Bousbaa en scoorde vier minuten voor affluiten het winnende doelpunt. Daarna volgden nog enkele andere optredens voor het reserveteam, en op 29 januari 2011 mocht Kehli zijn debuut maken voor het eerste elftal in een 1-2-nederlaag tegen Troyes AC, waar hij inviel voor Yeni N'Gbakoto. Zijn eerste basisplaats kreeg hij een week later tegen Vannes OC, een wedstrijd die met 2-1 gewonnen werd. Tijdens zijn eerste seizoen bij het eerste elftal van Metz speelde Kehli elf wedstrijden in de Ligue 2, waarvan vijf als invaller.
Tussen 2013 en 2015 was hij actief in de Belgische Tweede klasse: eerst leende Metz hem uit aan Excelsior Virton, vervolgens aan Seraing United. Na nog een jaar bij Metz, keerde hij in 2016 terug naar de Proximus League, waar hij voor KSV Roeselare tekende. Met deze club veroverde hij in zijn eerste seizoen al een periodetitel, maar na barragewedstrijden tegen Antwerp FC liep Roeselare de promotie naar de Jupiler Pro League mis. Roeselare mocht evenwel aantreden in Play-off II. In de reguliere competitie scoorde Kehli zes keer, in Play-off II wist hij nog eens twee keer te scoren.
Zijn sterke seizoen met Roeselare bleef niet onopgemerkt en op 11 mei 2017 ondertekende hij een contract voor drie seizoenen bij KSC Lokeren. Lang bleef hij niet op Daknam voetballen, want in januari 2019 lenende de club hem al uit aan OH Leuven. Op het einde van het seizoen namen de Leuvenaars hem definitief over. In 2020 dwong hij met OH Leuven de promotie naar de Jupiler Pro League af. Vanwege een aanslepende rugblessure speelde hij in het seizoen 2020/21 geen enkele officiële wedstrijd voor OH Leuven. In mei 2021 kondigde OH Leuven aan dat het aflopende contract van Kehli niet verlengd zou worden.
In oktober 2022 vond Kehli, die meer dan een jaar zonder club zat, onderdak bij de Luxemburgse eersteklasser Racing FC Union Luxemburg. Hier speelde hij in het seizoen 2022/23 twaalf competitiewedstrijden. In de zomer van 2023 keerde Kehli terug naar Frankrijk, waar hij voor APM Metz ging voetballen in de Régional 1.